# Walter White (personnage)
Pour l'écrivain et militant américain homonyme, voir Walter White.
Pour les articles homonymes, voir White.
 (juillet 2022).
Si vous disposez d'ouvrages ou d'articles de référence ou si vous connaissez des sites web de qualité traitant du thème abordé ici, merci de compléter l'article en donnant les références utiles à sa vérifiabilité et en les liant à la section « Notes et références ».
Walter Hartwell White, aussi connu sous le pseudonyme Heisenberg, est un personnage de fiction de l'univers des séries Breaking Bad et Better Call Saul créées par Vince Gilligan. Il est le principal protagoniste de la première série.
Brillant chimiste de renom, les coups du sort l'amènent à cumuler un emploi de professeur de chimie au lycée, pour lequel il est surqualifié, avec celui de nettoyeur de voitures dans une station de lavage. Sa vie change peu après son cinquantième anniversaire, lorsqu'on lui diagnostique un cancer du poumon. Afin de mettre à l'abri sa famille du besoin après sa mort désormais imminente, il devient producteur de méthamphétamine avec l'aide d'un de ses anciens élèves junkie, Jesse Pinkman, qui lui permet de s'introduire sur le marché des stupéfiants au Nouveau-Mexique.
Le succès de son produit, plus pur que tout ce qui existe sur le marché, réveille en lui les faces les plus sombres de sa personnalité. Tout en dissimulant son activité à ses proches et notamment son beau-frère Hank Schrader, agent de la Drug Enforcement Administration, il gravit progressivement les échelons jusqu'à finir à la tête d'un vaste réseau de drogue. Cette réussite se fait au détriment de sa relation avec sa famille, jusqu'à sa chute finale.
Il est interprété par Bryan Cranston, dont la performance lui a valu d'être récompensé à de multiples reprises pour ce rôle, notamment aux Emmy Awards. Le personnage est devenu l'un des plus populaires de l'histoire de la télévision et l'une des plus célèbres icônes de la culture populaire.

## Développement du personnage
Vince Gilligan fait connaissance avec l'acteur Bryan Cranston sur le tournage d'un épisode de la série américaine X-Files : Aux frontières du réel ; Gilligan a écrit le scénario du second épisode (Poursuite) de la sixième saison d'X-Files dans lequel Cranston joue le rôle de Patrick Crumb, un homme qui prend en otage l'agent Fox Mulder dans une voiture, l'obligeant à rouler sans jamais s'arrêter.

« Cela faisait longtemps que je n'avais pas reçu de script intéressant. Là, j'ai halluciné. Première page : un homme, d'âge moyen, en slip, un masque à gaz sur le visage, en train de conduire un camping-car en plein désert, deux corps gisent à l'arrière... Waouh ! J'ai tout lu d'une traite ! Et tout était là : on sait exactement pourquoi ce prof agit comme cela, même si on désapprouve. Je me suis dit que ça pouvait être le rôle de ma vie. »

— Bryan Cranston.

## Biographie fictive
Walter White a étudié au California Institute of Technology (Caltech) avec Elliott Schwartz dans le domaine de la cristallographie. En 1985, les recherches de Walt concernant la radiographie contribuent à un projet qui reçoit le prix Nobel de chimie. Il cofonde par la suite la compagnie Gray Matter Technologies avec son ami Elliott Schwartz, est un temps en couple avec son assistante de laboratoire, Gretchen, avant de tout abandonner pour subvenir aux besoins de sa famille, laissant derrière lui son assistante et ses recherches.
Gretchen se marie par la suite avec Elliott, et Gray Matter devient une entreprise couronnée de succès grâce aux recherches de Walt. Walter estime secrètement que son travail lui a été volé et blâme amèrement Elliott et Gretchen pour son sort : de son côté, il est devenu professeur de chimie dans un lycée public d'Albuquerque et a un deuxième emploi après les cours dans une station de lavage automobile pour subvenir aux besoins de sa famille : sa femme Skyler, son fils handicapé Walter Junior, et un bébé à venir.
Lorsqu'il apprend qu'il est atteint d'un cancer du poumon en phase terminale, il décide de produire de la méthamphétamine avec Jesse Pinkman, l'un de ses anciens élèves, pour assurer un avenir financier à sa famille. Mais Walt se prend vite au jeu. L'argent et le pouvoir que lui procure la production de méthamphétamine deviennent au fil du temps ses véritables moteurs.

### Saison 1
Le premier épisode débute sur le 50e anniversaire de Walt. En regardant le journal télévisé, il est impressionné par la somme d'argent que peut amasser un vendeur de méthamphétamine. Le jour suivant, Walt est diagnostiqué d'un cancer du poumon et apprend qu'il ne lui reste plus que quelques mois à vivre. Il cache tout à sa famille et quitte son emploi au lave-auto. Considérant qu'il n'a plus rien à perdre, Walt pense pouvoir assurer l'avenir de sa famille, qui a de graves difficultés financières, en fabriquant de la meth. Plus tard, il accompagne Hank, son beau frère qui travaille pour la DEA, sur une perquisition. Un dealer local dénommé « Captain Cook » prend la fuite. Walt se rend compte qu'il s'agit de l'un de ses anciens élèves, Jesse Pinkman. L'ayant retrouvé dans les fichiers du collège, dans la soirée, Walt se rend au domicile de Jesse Pinkman et lui fait une offre : soit il accepte d'être son partenaire pour fabriquer et vendre de la drogue, soit il le dénonce à la police.
Il accepte et ils préparent une fournée de meth. Jesse prend alors contact avec Krazy-8, un de ses anciens revendeurs qui est très rancunier du fait que Jesse ait abandonné son cousin Emilio lors de la perquisition orchestrée par Hank et qui l'accuse avec son cousin Emilio, libéré sur caution, de travailler pour la DEA. Se doutant que Jesse n'a pas pu produire une drogue aussi pure que celle qu'il lui a proposée (95 % de pureté), Krazy-8 lui demande de le conduire à Walt qui est reconnu par Emilio. Pour éviter que la situation ne dégénère, Walt empoisonne Krazy-8 et Emilio, ce dernier meurt d'asphyxie et son corps est ensuite dissout dans l'acide. Walt décide de séquestrer Krazy-8 dans la cave de la maison de Jesse en attendant de savoir comment s'en débarrasser.
Pendant qu'ils font disparaître les corps, Walter White maintient ses activités secrètes. Sa femme Skyler apprend que Jesse l'a contacté. Pour ne pas révéler ses activités, Walter dit à Skyler qu'il achète de la marijuana à Jesse.
Walter, par un pile ou face, doit tuer Krazy-8, mais ne pouvant s'y résoudre, il lui fait un sandwich mais casse l'assiette en tombant. Après avoir jeté les débris, il parle alors à Krazy 8, ce dernier devenant compréhensif et amical lui disant même d'arrêter le trafic de drogue. Walt décide alors qu'il va le délivrer. En prenant la clé, il s'aperçoit que Krazy-8 a volé un morceau d'assiette pour le tuer quand il sera libéré. Il le tue alors avec l'antivol de moto qui l'attachait et arrête pour un temps le trafic.
Walter annonce par la suite à Hank son beau-frère, Marie, Walter White Jr. et sa femme Skyler qu'il a été diagnostiqué d'un cancer du poumon un mois plus tôt. Il insiste sur le fait qu'il ne veut pas de traitement en raison des coûts médicaux, mais finit toutefois par accepter de se faire soigner. Lors de l'anniversaire d'Elliott auquel ils assistent comme invités, celui-ci et Gretchen Schwartz proposent de payer entièrement le traitement de Walt, mais ce dernier refuse, par orgueil et par amertume. Walt poursuit la fabrication de méthamphétamine et précise à Jesse qu'il ne veut à aucun moment avoir affaire aux dealers, tout en exigeant de trouver un plus gros distributeur pour qu'ils puissent vendre davantage de méthamphétamine. Jesse prend alors contact avec Tuco Salamanca, un caïd de la drogue sociopathe qui agresse Jesse pour avoir vendu du cristal dans le sud de l'État, le territoire de Tuco. Walt se rend à l'hôpital pour voir Jesse et demande à Skinny Pete de lui dire tout ce qu'il sait sur Tuco. Walt se rend ensuite chez Tuco sous le pseudonyme de « Heisenberg », et après une démonstration explosive, lui réclame 50 000 $ (les 35 000 $ de la drogue, et 15 000 $ pour les dédommagements sur Jesse). Non seulement Tuco accepte, impressionné par le charisme de Walt, mais il veut faire affaire avec lui. La saison se termine avec Jesse et Walt livrant de la méthamphétamine à Tuco et ses hommes. No Doze, l'un des hommes de Tuco, prend la parole, ce qui énerve et vexe Tuco, qui se met alors à le tabasser.

### Saison 2
La saison 2 commence à la décharge, où Walt compte l'argent qu'il a amassé et estime qu'il lui faut encore 737 000 $ pour que sa famille puisse vivre sereinement après sa mort. Au moment de partir, Tuco s'arrête en voiture et pose No Doze au sol, qui est sur le point de mourir. Walt tente de le sauver mais en vain. Le second homme de Tuco, Gonzo, abandonne le corps sous une voiture de la décharge, quand une autre voiture lui tombe dessus. Walt et Jesse apprennent la mort de Gonzo et pensent que Tuco veut éliminer tous les témoins du meurtre de No Doze. Paniqués et paranoïaques, ils décident de le tuer mais, ne sachant pas utiliser une arme, Walt pense alors à de la ricine. Tuco, lui, ne sait pas que Gonzo est mort et pense qu'il l'a trahi. Il enlève alors Walt et Jesse pour les amener dans une de ses planques dans le désert et leur propose de venir dans son laboratoire au Mexique. Walter refuse d'abandonner sa famille et met la ricine dans le plat de Tuco. Mais Tuco vit avec Hector Salamanca, son oncle malade, qui voit ce qu'a fait Walt et prévient son neveu. Tuco tente alors de les tuer mais ils réussissent à s'enfuir. Walter fait ensuite croire à Skyler que sa disparition était due à une crise de démence à cause de son cancer et va jusqu'à se rendre nu dans un supermarché pour rendre son mensonge plausible. Cependant, sa femme reste prise de doutes notamment car elle a compris que Walt possédait un second téléphone, bien que celui-ci le nie. De plus, ses absences répétées éveillent ses soupçons.
Walter et Jesse décident alors de créer leur propre business : Walt cuisine et Jesse engage ses amis Badger, Combo et Skinny Pete pour distribuer leur produit. Plus tard, Combo est abattu pour avoir dealé dans un quartier appartenant à un cartel, et Badger est arrêté. Walt engage alors Saul Goodman comme avocat. Saul réussit à faire libérer Badger et, comprenant la situation du duo, met Walt en contact avec Gustavo « Gus » Fring qui contrôle tout le marché au Nouveau-Mexique.
Le traitement de Walt finit par agir et réduit sa tumeur de 80 %. Cela lui permet de se faire opérer pour espérer se débarrasser de son cancer. Skyler, quant à elle, met au monde leur fille Holly quelques semaines avant l'opération de Walt. Le jour de l'opération, Walt, sous l'emprise d'un sédatif, révèle par inadvertance à sa femme qu'il possède un second téléphone.

### Saison 3
Skyler quitte Walter, ayant découvert ses mensonges. Il n'accepte pas la situation et impose sa présence dans la maison. Il se retrouve face à l'évidence quand Skyler a une liaison avec son patron. Il signe alors les papiers du divorce et prend un appartement seul.
Walter tente de trouver la stabilité dans le super-laboratoire de meth offert par Gustavo Fring et installé par Gale Boetticher, chimiste talentueux en adoration devant Walt. Mais il ne supporte pas Gale et préfère travailler avec Jesse, exigeant sa présence avec lui, ce qui est accepté.
Les frères Salamanca réclament justice pour la mort de Tuco, et Gus les détourne de Walt vers Hank. Il se retrouve ainsi paralysé temporairement des jambes mais aura réussi à venir à bout des jumeaux. Afin de l'aider à bénéficier des meilleurs soins, Walt paye les factures d'Hank grâce à une idée ingénieuse de Skyler : justifier l'argent par une addiction au jeu de Walt. Ils se rapprochent alors, et Walt revient à la maison.
Jesse découvre que Gus est mêlé à la mort de Combo et que ses hommes emploient des enfants pour vendre de la drogue et, comme ce fut le cas pour Combo, tuer les concurrents. Très affecté, il décide d'en parler à Gus qui lui promet d'arranger le problème et de ne plus employer d'enfants. Plus tard Jesse apprend que les hommes de Gus ont fait tuer l'enfant. Fou de rage, il va seul régler leur compte aux deux hommes, armés et prêts à le descendre. Walter lui sauve la vie en intervenant in extremis.
Mais Gus ne l'entend pas de cette oreille et décide de régler le compte de Walter et Jesse qui lui posent trop de problèmes. Gus veut les remplacer par Gale, une fois que celui-ci maîtrisera la méthode de production de Walter. Walt comprend vite que le seul moyen d'empêcher cela est de tuer Gale pour les rendre indispensables. Il compte s'en charger, mais, retenu à la laverie par Mike, il envoie Jesse en lui faisant comprendre que c'est à son tour de leur sauver la vie.

### Saison 4
Jesse a abattu Gale d'une balle dans la tête. Gus leur fait passer un message : il égorge un de ses hommes de main, Victor, qui s'est fait remarquer sur les lieux de la mort de Gale, pour faire comprendre aux deux hommes qu'il sera sans pitié si d'aventure Walt et Jesse essayent de le doubler à nouveau. Afin de les surveiller, Gus engage Tyrus Kitt, qui vient remplacer Victor et installe une caméra de surveillance dans le labo. Mais rapidement, Walt veut se débarrasser de Gus, alors que Jesse sombre dans une dépression profonde, ne parvenant pas à accepter la mort de Gale. La rage de Walt terrifie Skyler, qui tente de fuir avant de se résigner à faire front et protéger la famille de celui qui veut la protéger. Ainsi, elle prend en charge le blanchiment d'argent en réussissant avec l'aide de Saul à acheter la station de lavage dans laquelle Walt travaillait. Elle organise aussi un repas avec Hank et Marie pour leur annoncer la nouvelle, en montant un scénario sur l'addiction de Walt aux jeux.
Walt comprend qu'il doit éliminer Gus, car sa vie est menacée à tout instant. Tous les contacts de Gus refusent de le trahir. Walt doit forcer la main de Jesse en lui confiant une dose de ricine, qu'il n'utilisera pas, se sentant redevable envers Gus et Mike de l'avoir tiré de sa dépression en lui confiant des missions. Mais lorsque le fils de sa petite amie est empoisonné, il pense d'abord à Walt avec la ricine. Lorsqu'il apprend qu'il s'agit d'autre chose, ses soupçons, influencés par Walt, se tournent vers Gus. Finalement, Walt convainc Hector Salamanca de se faire exploser avec Gus. Walt se débarrasse ainsi de toutes les dernières menaces et savoure sa victoire sur Gus.
Un dernier plan montre que le poison venait d'un pot de muguet, situé dans le jardin de Walt : il a empoisonné un enfant afin de récupérer Jesse dans son camp et d'avoir sa revanche.

### Saison 5
Partie I
Maintenant que Gus est mort, Walter est le seul à contrôler la distribution de méthamphétamine bleue et veut attendre avant de reprendre la fabrication avec Jesse. Mike, qui leur reproche encore la mort de Gus, accepte finalement de collaborer et d'assurer la distribution de la drogue car il doit continuer à verser la "prime de risque" des hommes de Gus emprisonnés pour éviter qu'ils ne parlent. Walter organise donc la fabrication en utilisant un laboratoire mobile que Jesse et lui installeront dans des maisons vides en cours de désinsectisation.
Cette saison confirme également l'ambition de Walter, qui est de construire son empire de la drogue. Cela effraie sa femme, Skyler, qui s'éloigne petit à petit de lui, afin de protéger ses enfants.
Walt souhaite également obtenir la liste des noms des hommes de Gus emprisonnés, craignant qu'ils ne parlent. Au cours d'une dispute, Mike refuse de la lui donner et, dans un accès de rage, Walt abat Mike.
Mike étant éliminé, Walt s'offre les services d'un gang de néonazis afin de faire assassiner simultanément en prison tous les anciens complices de Gus.
Partie II
Skyler n'arrivant plus à blanchir l'argent amassé, Walter va cesser de produire la méthamphétamine bleue, cela après avoir rendu son argent à Jesse. De son côté, Hank découvre la véritable identité d'Heisenberg et tente de raisonner Skyler afin que celle-ci témoigne contre son mari. Jesse, qui est maintenant seul et désespéré, va décider de changer la suite des événements.
Walt découvre que son cancer est revenu et qu'il menace de nouveau sa vie, argument qu'il tentera de soumettre à Hank pour éviter son arrestation. Malheureusement, celui-ci persiste et décide d'interroger Jesse, placé en garde à vue après avoir disséminé la totalité de sa fortune dans les rues d'Albuquerque en semant des billets à travers la ville. Hank lui propose un marché : il l'aide pour ses problèmes avec la police d'Albuquerque et Jesse l'aide à coincer Walt car Hank n'a aucune preuve solide. Jesse va donc trahir son ancien partenaire, à qui il voue une haine sans nom. Lorsque Hank parvient à capturer Walt, avec l'aide de Jesse, le gang de tueurs engagé par Walt pour éliminer Jesse arrive et libère Walt en tuant Hank. Ils repartent avec tout l'argent de Walt, ne lui laissant qu'une petite partie (un baril rempli de plus de 10 millions de dollars), et embarquent Jesse avec eux pour qu'il reprenne la production de drogue. Walt disparaît alors dans la nature, rejeté par sa famille et notamment son fils qui a appris la vérité, et se réfugie dans une cabane du New Hampshire à la frontière canadienne. Il réapparaît quelque temps plus tard, traqué par tous les services de police, afin de faire passer son argent à sa famille. Pour cela, il fait appel à ses anciens associés de l'entreprise Gray Matter, Elliot Schwarz et sa femme. Il revient à Albuquerque et décide de se venger du gang dans une mission suicide au cours de laquelle il élimine tous les membres du gang et libère Jesse, grâce à une mitrailleuse M60 installée dans le coffre de sa voiture. Il meurt dans le labo de méthamphétamine du gang, le jour de son 52e anniversaire, mortellement blessé par un ricochet de balle.